# Gurina (obwód swierdłowski)
Gurina (ros. Гурина) – wieś (dieriewnia) w Rosji, w obwodzie swierdłowskim, w rejonie tugułymskim. W 2010 liczyła 90 mieszkańców.